# Jersey club
Jersey club (originalmente chamado de Brick City club) é um gênero de música eletrônica que surgiu em Newark, Nova Jersey, no início dos anos 2000. Foi criado por DJ Tameil(en), Mike V, DJ Tim Dolla e DJ Black Mic, do coletivo Brick Bandits, que se inspiraram no Baltimore club(en), um gênero que mescla house e hip hop em batidas aceleradas. Outros produtores jovens também contribuíram para a evolução do estilo no final da década de 2000.
Assim como sua influência de Baltimore, o Jersey Club é um estilo enérgico caracterizado por um ritmo rápido e “saltitante”, geralmente com 130 a 140 BPM. No entanto, diferencia-se pelo uso mais marcante de amostras cortadas e picotadas em padrões destacados, além de chutes em tripletos bem marcados. As faixas costumam ser remixes de músicas de rap e R&B. Além disso, o gênero é frequentemente acompanhado por danças frenéticas e competitivas, que ganharam popularidade mundial por meio de vídeos virais.

## Características
Mantendo um tempo constante de 140 BPM, o Jersey club suaviza a aspereza do Baltimore club. Enquanto o Baltimore clube é bruto, cru e violento, o Jersey club é sexy e suave. O sample "bed squeak" [literalmente o som de uma cama rangendo], de "Some Cut", do grupo de crunk-rap Trillville, é seguidamente encontrado nas faixas do Jersey Club — representando uma popular atividade pós-festa — assim como diferentes efeitos sonoros de "water drop" [literalmente, água gotejando]. Para acompanhar os seus sons mais suaves, os estilos de dança do Jersey club são mais simples e universais. Algumas das músicas mais famosas do Jersey club se centram em vocais narrando novas danças, à medida em que elas vão surgindo.

## Alguns artistas expoentes do gênero
- Tim Dolla
- Dj Tamiel
- T2 "Heartbroken" ft Jodie (DJ Jayhood Remix)
- DJ Lil Man
- DJ Sliink X DJ Taj X Big O
- Maffalda
- T-Pain
- Skrillex
- Wale
- DJ Telly Tellz
- Trippy Turtle